# Abreham Cherkos
Abreham Cherkos Feleke (provincie Arsi, 23 september 1989) is een voormalige Ethiopische middellange- en langeafstandsloper, die gespecialiseerd was in de 3000, de 5000 m en de marathon.

## Loopbaan
Zijn eerste succes boekte Abreham Cherkos in 2005 door op de wereldjeugdkampioenschappen in Marrakesh de 3000 m te winnen in 8.00,90. Hierbij toonde hij zijn talent door de laatste kilometer in 2.27 minuten te lopen.
Op 9 april 2006 versloeg hij op de 5 km van Carlsbad de veteraan Abraham Chebii uit Kenia. Hij finishte de 5 km langs de kust van Californië in 13.14. Hiermee stond vast dat hij veel talent bezat.
Cherkos mocht in 2006 meteen starten in het IAAF Grand Prix circuit. Op zestienjarige leeftijd behaalde hij gelijk twee onwaarschijnlijke resultaten. In het Bislett Stadion liep hij de 5000 m in 12.59 en finishte hiermee op een vijfde plaats achter geoefende lopers als zijn landgenoot Kenenisa Bekele en de Keniaan Isaac Kiprono Songok. Hierna volgde een 12.54,19 in Rome en tegen het einde van het seizoen veroverde hij een zilveren medaille op het WK voor junioren achter zijn oudere landgenoot Tariku Bekele. Op een van de laatste wedstrijden dat jaar, de wereldatletiekfinale, waar de top tien van de atletiek uit het Grand Prixcircuit tegen elkaar strijdt, won hij een bronzen medaille.
Op de wereldkampioenschappen van 2007 in Osaka kwalificeerde hij zich voor de finale van de 5000 m. Hier behaalde hij een achtste plaats. Een jaar later won hij eerst op het WK indoor in Valencia een bronzen medaille op de 3000 m. Met een tijd van 7.49,96 eindigde hij achter zijn landgenoot Tariku Bekele (goud; 7.48,23) en de Keniaan Paul Kipsiele Koech (zilver; 7.49,05). Later in het seizoen, op de Olympische Spelen in Peking, toonde Cherkos andermaal aan dat hij, ondanks zijn jeugdige leeftijd, inmiddels tot de wereldtop moet worden gerekend. In de finale van de 5000 m veroverde hij in 13.16,46 een knappe vijfde plaats.

## Titels
- Wereldkampioen junioren 5000 m - 2008
- Wereldkampioen B-junioren 3000 m - 2005

## Persoonlijke records
Baan
| Onderdeel   | Prestatie | Datum            | Plaats |
| ----------- | --------- | ---------------- | ------ |
| 1500 m      | 3.42,91   | 19 augustus 2005 | Zürich |
| 3000 m      | 7.31,81   | 6 september 2009 | Rieti  |
| 2 Eng. mijl | 8.16,07   | 28 mei 2006      | Eugene |
| 5000 m      | 12.54,19  | 14 juli 2006     | Rome   |

Weg
| Onderdeel      | Prestatie | Datum            | Plaats    |
| -------------- | --------- | ---------------- | --------- |
| halve marathon | 1:01.42   | 27 februari 2011 | Ostia     |
| 25 km          | 1:14.44   | 17 oktober 2010  | Amsterdam |
| 30 km          | 1:29.44   | 17 oktober 2010  | Amsterdam |
| marathon       | 2:07.29   | 17 oktober 2010  | Amsterdam |

Indoor
| Onderdeel | Prestatie | Datum            | Plaats   |
| --------- | --------- | ---------------- | -------- |
| 3000 m    | 7.34,05   | 14 februari 2009 | Valencia |
| 5000 m    | 13.07,83  | 26 februari 2009 | Praag    |

## Palmares

### 3000 m
- 2005:  WK voor B-junioren - 8.00,90
- 2005:  Rieti - 7.43,00
- 2006: 5e Qatar IAAF Super Tour in Doha - 7.41,28
- 2006:  Athletissima - 7.32,37
- 2008:  WK indoor - 7.49,96
- 2009: 4e Rieti - 7.31,81

### 5000 m
Kampioenschappen
- 2006:  WJK - 13.35,95
- 2006:  Wereldatletiekfinale - 13.49,66
- 2007: 8e WK - 13.51,01
- 2008:  WJK - 13.08,57
- 2008: 5e OS - 13.16,46

Golden League-podiumplek
- 2006:  ISTAF – 13.05,40

### 5 km
- 2006:  Carlsbad - 13.15
- 2009:  Carlsbad - 13.19

### 10 km
- 2009: 4e Memorial Peppe Greco in Scicli - 29.04
- 2010: 4e Abraham Rosa International in Toa Baja - 29.54

### halve marathon
- 2011: 4e halve marathon van Ostia - 1:01.42

### marathon
- 2010: 4e marathon van Amsterdam - 2:07.29
- 2011: 5e marathon van Boston - 2:05.38
- 2012: 14e marathon van Londen - 2:12.46
- 2014: 5e marathon van Seoel - 2:07.08
- 2014:  marathon van Shanghai - 2:08.47
- 2015: 5e marathon van Seoel - 2:08.14
- 2015:  Joong Ang Seoul International - 2:09.22

### veldlopen
- 2007: 15e WK voor junioren - 24.59